# La Voz de Castilla (1910-1921)
La Voz de Castilla fue un diario creado en Burgos en 1910. Desde el 16 de abril de 1916, apareció con el subtítulo de «órgano defensor del regionalismo castellano», que conservó hasta su último número. Dejó de publicarse el 24 de abril de 1921.

## Historia
Este diario fue fundado por el abogado y político Antonio Zumárraga Díez, elegido diputado del Partido Conservador en 1914 y diputado regionalista castellano en 1916. Su sede estaba en la calle Laín Calvo n.º 3, en el centro de la ciudad de Burgos, y se imprimía en la imprenta de Marcelino Miguel.
Entre 1910 y abril de 1916, el subtítulo fue «diario independiente de la mañana». El 16 de abril de 1916 aparecía con el titular El regionalismo ha triunfado por la voluntad del pueblo.
Este periódico se hizo eco de la primera disertación sobre castellanismo de Gregorio Fernández Díez, realizada el viernes 30 de agosto de 1918 en el Círculo Regionalista de Burgos, como muestra un artículo de 1 de septiembre de 1918. B. Castrillo dedicó palabras de elogio al musicólogo oxomense Federico Olmeda, estudioso del folclore, en un artículo en el que mencionada a otros ilustres castellanos, Juan de Padilla y María Pacheco, líderes de movimiento comunero en Toledo. Martín Domínguez Berrueta (1869-1920), salmantino de raíces burgalesas, fue uno de los más destacados colaboradores de la La Voz de Castilla. El leonés Juan Díaz Caneja también colaboró con La Voz de Castilla.
A inicios de 1917, los corresponsales de este periódico en la provincia eran: Restituto Rodríguez, en Lerma, y Molinero y Sáez, en Salas de los Infantes. Entre los corresponsales internacionales, el periódico contaba con la escritora Higinia Bartolomé.